# ويل أتكينسون
ويل أتكينسون (بالإنجليزية: Will Atkinson)‏ (14 أكتوبر 1988 في المملكة المتحدة - ) هو لاعب كرة قدم بريطاني في مركز الوسط. لعب مع برادفورد سيتي وبورت فايل ونادي بليموث أرجايل ونادي روتشديل ونادي روذرهام يونايتد ونادي ساوثيند يونايتد وهال سيتي ونادي مانسفيلد تاون.

## وصلات خارجية
- ويل أتكينسون على موقع قاعدة بيانات كرة القدم.إي يو (الإنجليزية)
- ويل أتكينسون على موقع Soccerbase.com (لاعب) (الإنجليزية)
- ويل أتكينسون على موقع عالم كرة القدم.نت (الإنجليزية)